# 102 Pułk Piechoty (austro-węgierski)

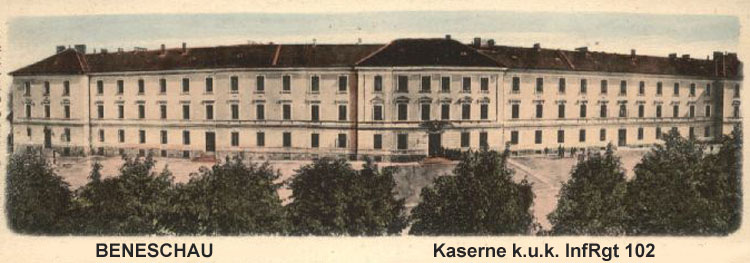
Koszary IR. 102

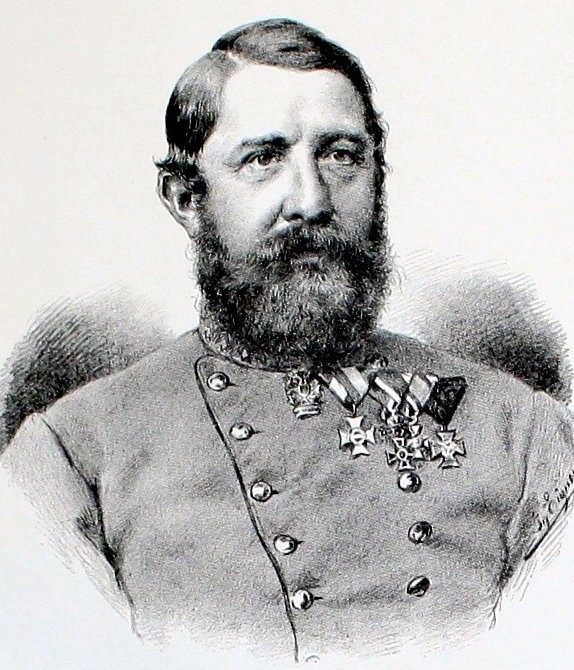
Szef pułku FZM Adolf von Catty

Czeski Pułk Piechoty Nr 102 (IR. 102) – pułk piechoty cesarskiej i królewskiej Armii.

## Historia pułku
Pułk został sformowany 1 stycznia 1883 roku w Bratysławie (niem. Pressburg) z połączenia czterech batalionów wchodzących dotychczas w skład pułków piechoty nr: 26, 69, 72 i 76. 
Okręg uzupełnień Benešov (niem. Beneschau) na terytorium 8 Korpusu. Pierwszym komendantem Okręgu Uzupełnień został mjr Eduard Schiefer von Wahlburg. W 1888 roku zastąpił go mjr Felix Kłossowski.
Kolory pułkowe: zielony morski (niem. meergrasgrün), guziki złote. 
Skład narodowościowy w 1914 roku 91%  – Czesi.
W 1884 roku sztab pułku został przeniesiony z Bratysławy do Pragi.
W 1899 roku komenda pułku razem, z 1. i 3. batalionem stacjonowała w Pradze, 2. batalion w Benešovie, a 4. batalion detaszowany w Kotorze.
W latach 1904–1914 pułk stacjonował w Pradze z wyjątkiem 2. batalionu, który załogował w Benešovie. 1 batalion w 1910 roku został przeniesiony z Pragi do Mostaru.
W 1914 roku pułk (bez 1. batalionu) wchodził w skład 17 Brygady Piechoty należącej do 9 Dywizji Piechoty, natomiast detaszowany 1 batalion był podporządkowany komendantowi 1 Brygady Górskiej w Mostarze należącej do 18 Dywizji Piechoty.
W czasie I wojny światowej wszystkie bataliony walczyły na froncie bałkańskim. Pułk w składzie 5 Armii, a 1 batalion w składzie 6 Armii.

## Szefowie pułku
Kolejnymi szefami pułku byli:
- FZM Adolf von Catty (1883 – †9 V 1897),
- FZM Ludwig Fabini (1897 – †9 IX 1906),
- FZM Oskar Potiorek (od 1910)[2].

## Żołnierze
Komendanci pułku
- płk Carl von Sztankovics (1883 – 1887 → Komenda Obrony Krajowej w Pradze[9])
- płk Robert Wander (1887[9] – 1888)
- płk Hermann Ploennies (1888[10] – )
- płk Johann Mörk von Mörkenstein (1893)
- płk Julius Hospodarz (1903 –1905)
- płk Karl Kubes von Otavodol (1906 –1907)
- płk Josef Schneider von Manns-Au (1908 – 1912 → komendant 5 Brygady Piechoty)
- płk Hugo Kornberger (1912 – 1914[2])

Oficerowie
- ppłk Franciszek Ferdynand Habsburg[6]
- ppor. Witold Ścibor-Rylski (1890–1895)